# Fruit (computerschaak)
Fruit is een schaakprogramma dat is ontwikkeld door Fabien Letouzey. Het programma behaalde op het wereldkampioenschap computerschaak in Reykjavík met een score van 8,5 uit 11 een tweede plaats achter het programma Zappa. Het programma is uitgegeven onder GNU General Public License en proprietary freeware.
De eerste versie stamt uit maart 2004. Tot versie 2.1 (Perzik), was Fruit een open source programma. De source van versie 2.1 is nog altijd open en heeft de afgelopen jaren veel bijgedragen aan de computerschaakwereld. Er zijn nog altijd mensen die aan de oude broncode van Fruit werken en afgeleiden van Fruit hebben gemaakt. 

## Sterkte
Op de SSDF Elo-rating lijst die is uitgegeven op 24 november 2006, haalde Fruit v2.2.1 een rating van 2842. Op de CEGT rating lijst van 24 januari 2007 behaalde Fruit v2.2.1 een Elo rating van 2776.

## Technische details van Fruit 2.1
Fruit maakt gebruik van het klassieke negascout (PVS) algoritme met Iterative deepening om de zoekboom door te gaan. Het maakt ook gebruik van de null-move heuristiek. De originele versie had een simpele evaluatie, maar een robuust zoekalgoritme. In latere versies is de evaluatie verbeterd. Fruit maakt gebruik van een 16x12 als interne representatie voor een schaakbord. Dit in tegenstelling tot het meer populaire 10x12 (mailbox) en 16x8 (0x88).

## Afgeleiden
- Toga II stamt van Fruit af en is gemaakt door Thomas Gaksch. Het bezit meer schaakkennis en heeft mogelijk een beter zoekalgoritme. Het is freeware en gebaseerd op Fruit 2.1.
- GambitFruit is een gratis afgeleide van Fruit 2.1, gemaakt door Ryan Benitez. Het speelt agressiever en bezit meer schaakkennis. GambitFruit bevat ook de verbeteringen van Toga II.